# Pselaphodes aduncus
Pselaphodes aduncus – gatunek chrząszcza z rodziny kusakowatych i podrodziny marników. Występuje endemicznie w Chinach.
Gatunek ten opisali po raz pierwszy w 2018 roku Hunag Mengchi, Yin Ziwei i Li Lizhen na łamach Acta Entomologica Musei Nationalis Pragae. Jako miejsce typowe wskazano Mengsong w mieście Menglong, w chińskiej prowincji Junnan.
Chrząszcz ten osiąga 3,06 mm długości i 1,17 mm szerokości ciała. Ubarwienie ma rudobrązowe. Głowa jest tak długa jak szeroka. Oczy złożone buduje u samca około 45 omatidiów. Występ policzka (canthus) jest dobrze rozwinięty. Czułki buduje jedenaście członów, z których trzy ostatnie są powiększone, a u samca człon dziewiąty jest ponadto przewężony u nasady. Przedplecze jest szersze niż dłuższe, o zaokrąglonych krawędziach przednio-bocznych. Pokrywy są szersze niż dłuższe. Zapiersie u samców (metawentryt) ma wyrostki zlane w jedną, płachtowatą formę. Odnóża przedniej pary mają po haczykowatym kolcu na brzusznej stronie krętarzy, po małym wyrostku na szczytach goleni. Środkowa para odnóży ma po ostrym kolcu na spodzie krętarzy. Odwłok jest u nasady szeroki i z tyłu zwężony. Genitalia samca mają środkowy płat edeagusa szeroki i asymetryczny, paramery wydłużone, a endofallus zawierający jeden długi i jeden krótki skleryt.
Owad ten jest endemitem południowej części Chin, znanym tylko z miejsca typowego w prefekturze Xishuangbanna w Junnanie. Spotykany był na rzędnych około 1700 m n.p.m.